# Campionati europei di beach volley 2005
I Campionati europei di beach volley 2005 si sono svolti dal 25 al 28 giugno 2005 a Mosca in Russia.

## Podi
| Evento                      | Oro                                          | Argento                                 | Bronzo                                     |
| Torneo maschile (dettagli)  | Spagna Pablo Herrera Allepuz Raúl Mesa Lite  | Svizzera Patrick Heuscher Stefan Kobel  | Germania Markus Dieckmann Jonas Reckermann |
| Torneo femminile (dettagli) | Grecia Vasilikí Arvaniti Vasilikí Karantasiu | Paesi Bassi Rebekka Kadijk Merel Mooren | Germania Stephanie Pohl Okka Rau           |

## Medagliere
| Posizione | Nazione     | Oro | Argento | Bronzo | Totale |
| --------- | ----------- | --- | ------- | ------ | ------ |
| 1         | Spagna      | 1   | 0       | 0      | 1      |
| 1         | Grecia      | 1   | 0       | 0      | 1      |
| 3         | Paesi Bassi | 0   | 1       | 0      | 1      |
| 3         | Svizzera    | 0   | 1       | 0      | 1      |
| 5         | Germania    | 0   | 0       | 2      | 2      |
| Totale    | Totale      | 2   | 2       | 2      | 6      |